# Försvarsmaktens veterancentrum
Försvarsmaktens veterancentrum (VetC) är ett försvarsmaktsgemensamt kompetenscentrum inom Försvarsmakten som verkat sedan 2017. Centrumet är en del av Militärhögskolan Karlberg och förlagt i Karlbergs slott, Solna.

## Historik
Försvarsmaktens veterancentrum bildades den 1 juli 2017 som ett särskilt veterancentrum och är sedan dess en del av Militärhögskolan Karlberg. Försvarsmaktens veterancentrum ersatte det tidigare Försvarsmaktens veteranenhet.

## Verksamhet
Försvarsmaktens veterancentrum är ett kompetenscentrum som myndighetsöverskridande driver, utvecklar och implementerar Försvarsmaktens veteran- och anhörigarbete.

## Förläggningar och övningsplatser
Försvarsmaktens veterancentrum är från den 1 juli 2017 lokaliserad till Karlbergs slott, Solna.

## Heraldik och traditioner
Vid bildandet av Försvarsmaktens veterancentrum antogs ett heraldiskt vapen som symboliserar mötet mellan det civila och militära. Vapnets blasonering lyder: "I blått fält ett handslag mellan en pansrad hand av guld och en naken hand av silver åtföljt ovan av tre öppna kronor av guld, två över en. Skölden krönt med kunglig krona och lagd över ett stolpvis ställt svärd av guld."

## Förbandschefer
Förbandschefen tituleras enbart chef och har tjänstegraden överste eller motsvarande.

- 2017–2020: Överste Torbjörn Larsson
- 2020–2023: Kommendör Mats Fogelmark  [a]
- 2024–2025: Överstelöjtnant Joakim Karlquist [b]
- 2025–20xx: Kommendör Mats Fogelmark [c]

## Namn, beteckning och förläggningsort
| Försvarsmaktens veterancentrum | 2017-07-01 | – |  |

| VetC | 2017-07-01 | – |  |

| Stockholms garnison (F) | 2017-07-01 | – |  |